# Jelena Migunovová
Jelena Sergejevna Migunovová (rusky Елена Сергеевна Мигунова; * 4. ledna 1984, Kazaň) je ruská atletka, jejíž specializací je hladká čtvrtka.

## Kariéra
Jejím největším individuálním úspěchem je bronzová medaile, kterou vybojovala v roce 2005 na ME do 23 let v německém Erfurtu a 5. místo na světové letní univerziádě v tureckém İzmiru v témže roce.
Z letních olympijských her v Pekingu si odvezla stříbrnou medaili ze štafety (4 × 400 m), když pomohla Ruskám k postupu do finále. V něm však dostala namísto Migunovové a Veškurovové přednost Julija Guščinová a Anastasija Kapačinská. Na stříbru se dále podílely Ludmila Litvinovová a Taťjana Firovová, které běžely rozběh i finále.
V roce 2011 získala na halovém ME v Paříži zlatou medaili ve štafetě na 4 × 400 metrů. Ruské kvarteto, za které dále běžely Xenija Zadorinová, Xenija Vdovinová a finišmanka Olesja Krasnomovecová zaběhlo trať v čase 3:29,34. Druhé doběhly Britky, které byly o více než dvě sekundy pomalejší.